# Gnophomyia nahuelbutae
Gnophomyia nahuelbutae är en tvåvingeart som beskrevs av Alexander 1967. Gnophomyia nahuelbutae ingår i släktet Gnophomyia och familjen småharkrankar. Inga underarter finns listade i Catalogue of Life.